# Kastelle von Reșca

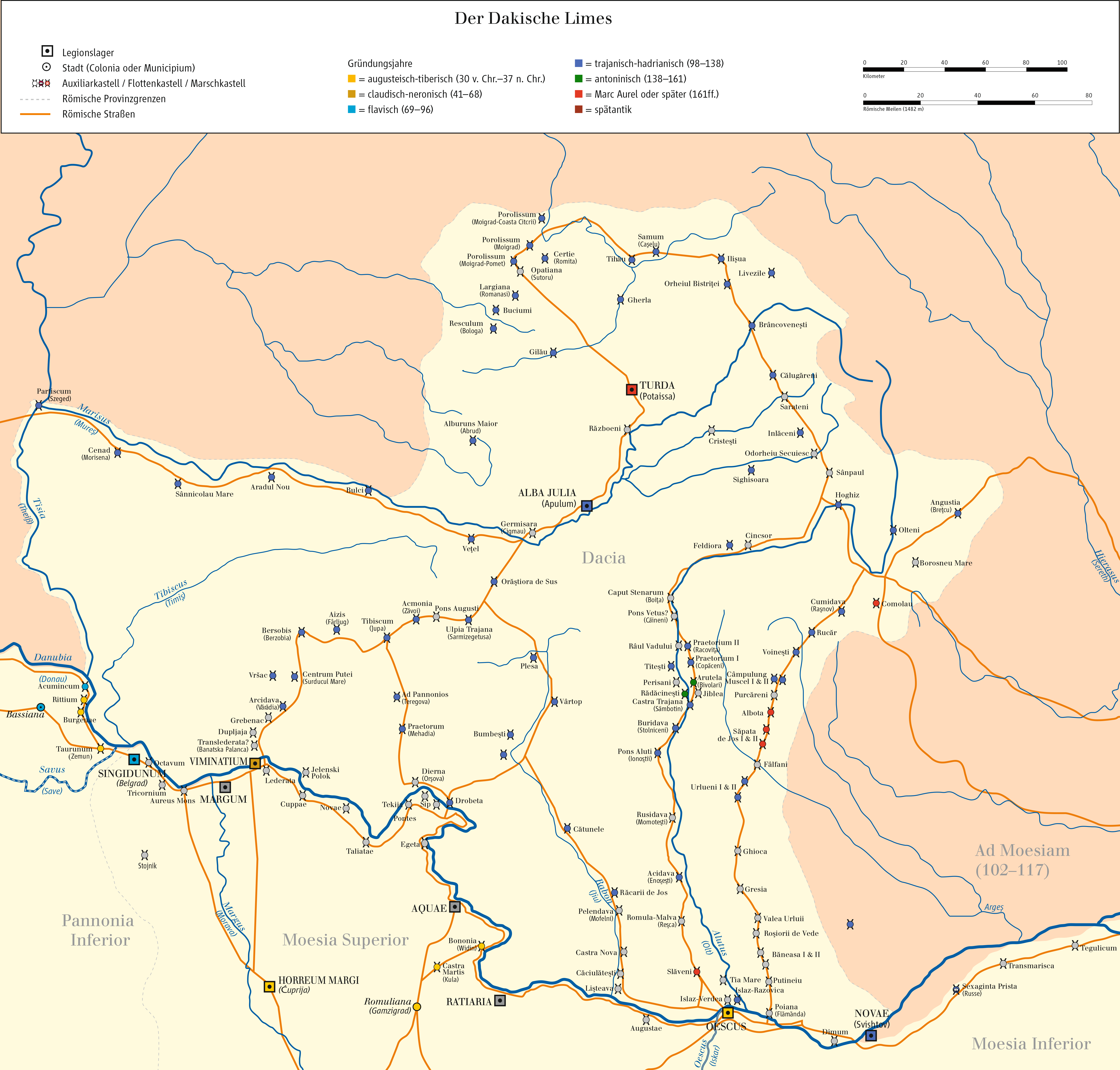
Romula/Malva im Verlauf der dakischen Limites

Die Kastelle von Reșca (in der Antike auch als Romula und Malva bezeichnet) sind ehemalige römische Hilfstruppenlager auf dem Gebiet des Dorfes Reșca in der Gemeinde Dobrosloveni, Kreis Olt, in der rumänischen Region Kleine Walachei. In antiker Zeit waren sie Bestandteile des Limes Alutanus und gehörten administrativ zur Provinz Dacia inferior, später zur Dacia Malvensis. Gemeinsam mit insgesamt 277 Stätten des Dakischen Limes wurden die Kastelle von Reșca 2024 zum UNESCO-Weltkulturerbe erhoben.